# Trentepohlia costofimbriata
Trentepohlia costofimbriata är en tvåvingeart som beskrevs av Alexander 1935. Trentepohlia costofimbriata ingår i släktet Trentepohlia och familjen småharkrankar. Inga underarter finns listade i Catalogue of Life.